# The Little Soldier of '64
The Little Soldier of '64 er en amerikansk stumfilm fra 1911 af Sidney Olcott.

## Medvirkende
- Gene Gauntier
- Jack J. Clark